# Krupá (Křesetice)
Krupá (německy Krupa) je malá vesnice, část obce Křesetice v okrese Kutná Hora. Nachází se asi jeden kilometr jihozápadně od Křesetic.
Krupá leží v katastrálním území Krupá u Křesetic o rozloze 0,56 km².

## Historie
První písemná zmínka o vesnici pochází z roku 1542.
Roku 1950 získala obec vzniklá sloučením obcí Bykáň a Krupá název Bykáň.

## Pamětihodnosti
- Kaple svatého Jana Nepomuckého